# Larva
Larva – gmina w Hiszpanii, w prowincji Jaén, w Andaluzji, o powierzchni 41,76 km². W 2011 roku gmina liczyła 495 mieszkańców.